# Jüdischer Friedhof (Kovanice)
Koordinaten: 50° 9′ 56,2″ N, 15° 3′ 57,1″ O

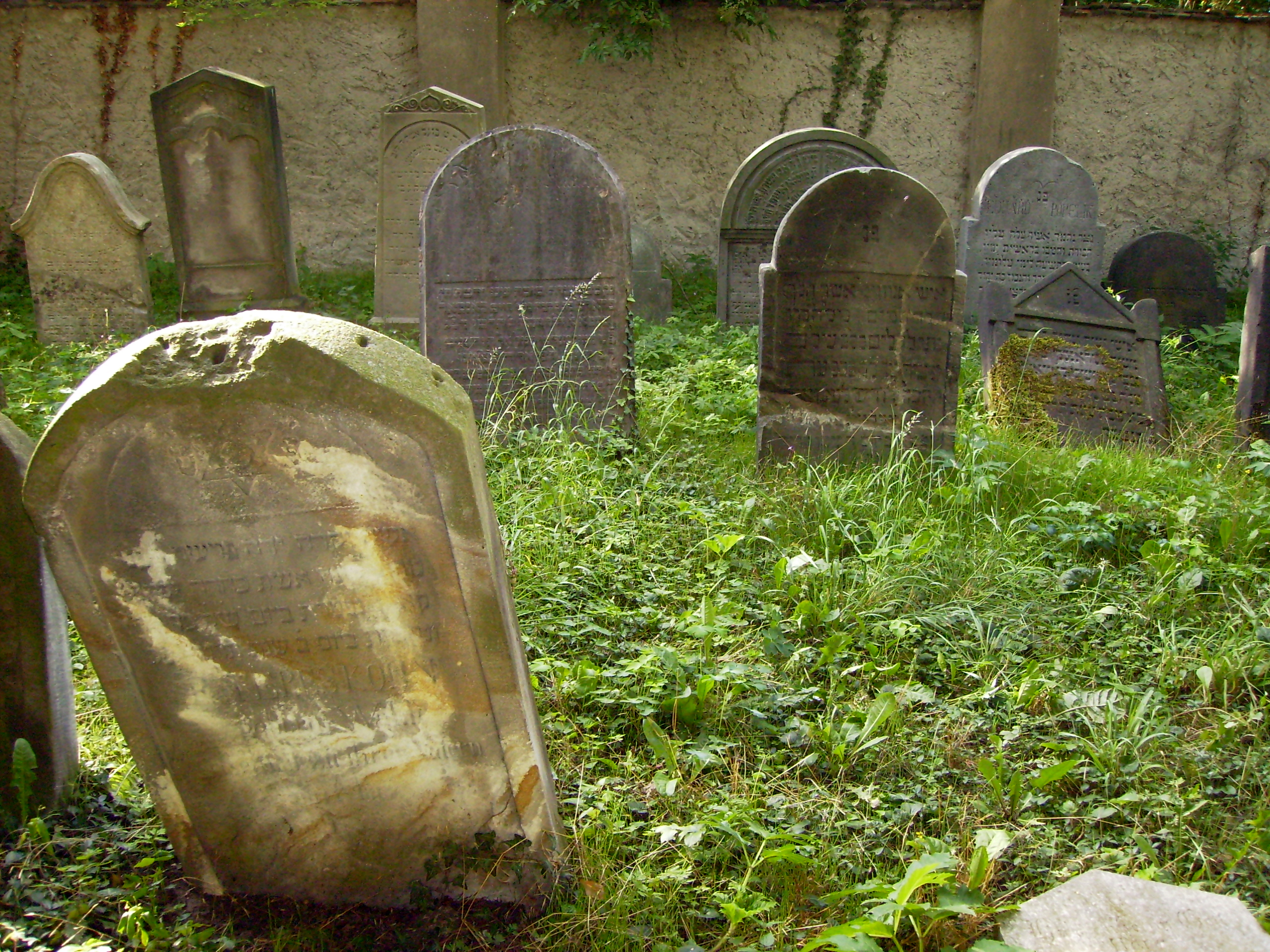
Jüdischer Friedhof in Kovanice

Der Jüdische Friedhof in Kovanice (deutsch Kowanitz), einer Gemeinde im Okres Nymburk in Tschechien, wurde 1830 angelegt. Der jüdische Friedhof ist seit 1958 ein geschütztes Kulturdenkmal.
Heute sind noch circa 250 Grabsteine auf dem Friedhof vorhanden.